# Multioppia longisetosa
Multioppia longisetosa är en kvalsterart som beskrevs av Sandór Mahunka 1986. Multioppia longisetosa ingår i släktet Multioppia och familjen Oppiidae. Inga underarter finns listade i Catalogue of Life.